# Mauro de Terracina
Mauro (em latim: Maurus) foi um oficial e nobre bizantino do século VI. Aparece em 598, quando recebeu uma carta do papa Gregório I (r. 590–604) solicitando que ajudasse o bispo Agnelo de Fundi e Terracina a suprimir o paganismo em Terracina. Ele provavelmente era o comandante militar local com o posto de conde e tribuno (comes et tribunus). Também era um homem claríssimo.